# Rhagada dampierana
Rhagada dampierana är en snäckart som beskrevs av Alan Solem 1997. Rhagada dampierana ingår i släktet Rhagada och familjen Camaenidae. Inga underarter finns listade i Catalogue of Life.